# Kingdom Hearts HD 1.5 Remix
Kingdom Hearts HD 1.5 Remix (яп. キングダム ハーツ HD 1.5 リミックス Кингудаму Ха:цу HD 1.5 Римиккусу) — сборник HD-переизданий игр серии Kingdom Hearts, разработанный Square Enix для PlayStation 3. В сборник входят Kingdom Hearts Final Mix и Kingdom Hearts Re:Chain of Memories. Кроме того, в него вошло около трёх часов роликов из игры Kingdom Hearts 358/2 Days, перерисованных в высоком разрешении.

## Состав сборника

### Kingdom Hearts Final Mix
Основная статья: Kingdom Hearts Final Mix
Kingdom Hearts — самая первая игра серии, вышедшая 28 марта 2002 года в Японии на платформе PlayStation 2. Перед игроком впервые предстают главные герои, а также такие элементы сюжета, как «Королевство сердец», «принцессы чистых сердец», а также «Бессердечные» — существа, являющиеся воплощениями тьмы. К тому же в игре отводилась роль диснеевским персонажам и персонажам серии Final Fantasy. В американскую версию игры были включены два секретных босса, а также проведены мелкие изменения, в связи с чем 28 декабря 2002 года в Японии вышло переиздание игры под названием Kingdom Hearts Final Mix. Переиздание включало в себя всё, что было в американской версии, плюс новые виды оружия, аксессуары, способности, ещё один дополнительный босс и секретная концовка.

### Kingdom Hearts Re:Chain of Memories
Основная статья: Kingdom Hearts Re:Chain of Memories
Kingdom Hearts: Chain of Memories — вторая игра в серии. Её действие происходит сразу же после окончания первой части, за год до событий Kingdom Hearts II. В этой игре Сора продолжает искать Короля и Рику, и поиски приводят его в загадочный замок, который он исследует на протяжении всей игры. Тем временем, Рику также оказывается в этом замке и начинает бороться со своей внутренней тьмой. В сюжет игры были введены многие персонажи, которые будут позже использованы в Kingdom Hearts II.
В 2007 году вышел ремейк этой игры — Kingdom Hearts Re:Chain of Memories. В отличие от оригинальной Chain of Memories, ремейк полностью трёхмерен; помимо того, некоторые сцены в игре были озвучены. Несмотря на то, что геймплей остался прежним, нововведения всё же появились — такие как, например, команды реакции (англ. Reaction Command) из Kingdom Hearts II. Также были добавлены новые сцены и боссы, которых не было в оригинале.

### Kingdom Hearts 358/2 Days
Основная статья: Kingdom Hearts 358/2 Days
HD 1.5 ReMix также включает в себя ремастеренные в HD-качестве ролики из эксклюзивной для Nintendo DS Kingdom Hearts 358/2 Days. Сама игра в переиздание не вошла.

## Отзывы
| Сводный рейтинг | Сводный рейтинг | Сводный рейтинг |
| Издание         | Оценка          | Оценка          |
| Издание         | PS3             | PS4             |
| --------------- | --------------- | --------------- |
| GameRankings    | 80,43 %         | 84,41 %         |